# Вилайет островов Эгейского моря
Эгейские острова (вилайет) или Вилайет островов Эгейского моря (осман. ولايت جزائر بحر سفيد, Vilâyet-i Cezair-i Bahr-i Sefid‎) — вилайет Османской империи, образованный в 1867 и существовавший по 1912—1913 годы. В максимальной степени, состоял из островов Османского Эгейского моря, Кипра и пролива Дарданеллы.
В начале XX века, Вилайет островов Эгейского моря, как сообщается имел площадь 4963 квадратных миль (12 850 км²), в то время как предварительные результаты первой Османской переписи 1885 года (опубликованные в 1908 году) дали население в 325 866 человек. Точность населения колеблется от «приблизительной» до «просто предположительной» в зависимости от региона, из которого они были собраны.

## История
Вилайет островов Эгейского моря был создан в 1867 году в качестве преемника одноименного «эялета Архипелага», который был создан в 1533 году. До 1876/1877 года, когда он был переведен в Стамбулский вилайет, санджак (суб-провинции) Бига был столицей (Паша-Санджак), со столицей в Кале Султанийе, в то время как других санджаках были те Родос (город) (Родос), Митилини (Лесбос), Хиос (город) (Хиос), Мирина (Лемнос), и Кипр (Кипр).
В 1570 году 60-тысячная турецкая армия захватила Кипр и устроила резню греческих и армянских христиан. До 1914 года Кипр входил в состав Османской империи. Связи Кипра с Европой были прерваны, а западная духовность изгнана. Но в это время греческая православная церковь, подавляемая ранее династией Лузиньянов и венецианцами, вернула себе независимость.
Кипр, который был исключен в качестве независимого Санджака под прямой юрисдикцией Порты с 1861 года, был включен в вилайет в апреле 1868 года, только быть отдельным Санджаком снова после 1870.
Когда в 1869 году был открыт Суэцкий канал, стратегическое значение Кипра возросло, так как в этом случае Великобритания могла контролировать морской путь в Индию. В 1878 году в рамках прошедшего в Берлине конгресса Великобритания поддержала интересы Турции, поэтому позже было подписано тайное соглашение с Турцией о передаче управления над островом Великобритании, а в 1925 году Кипр был объявлен колонией британской короны. В результате четырёхлетней национально-освободительной борьбы в 1960 году, в ходе распада колониальных империй, остров получил независимость, вскоре став ареной столкновений между греческой и турецкой общинами и стал независимой республикой.
Острова Додеканес за исключением острова Кастелоризо, стали итальянским владением после Итало-турецкой войны 1911—1912 годов, будучи до этого владением Османской империи. Остальные острова восточной части Эгейского моря были заняты греческим королевством во время Первой Балканской войны (1912—1913 годов), что приводит к растворению вилайета. Из-за расплывчатости мирного договора в Уши, однако, предполагалось установить там лишь временную итальянскую администрацию, окончательно же острова стали владением Италии в 1923 году, уже после завершения Первой мировой войны, в соответствии с Лозаннским мирным договором с Османской империей.
Остров Кастелоризо во время Первой мировой войны был оккупирован Францией и передан Италии в 1919 году.
На островах Лерос и Патмос были основаны базы военно-морского флота Италии, к началу Второй мировой войны на них находилось около 45 тысяч итальянских военнослужащих. Первым военным губернатором островов стал Джон Амельио. Германские войска на Додеканесских островах капитулировали 9 мая 1945 года и не оказывали сопротивления высаживавшимся на них англичанам, которые с целью облегчения контроля над островами решили восстановить итальянскую гражданскую администрацию: её главой стал бывший мэр Родоса Антонио Макки, в задачи которого входила репатриация итальянцев на родину и защита интересов тех, кто хотел остаться на Додеканесе. 1 января 1947 года англичане передали власть над островами греческой администрации, которая сразу же заключила с Макки соглашение, по которому обязалась не проводить депортации итальянцев: греки верили, что бывшие колонисты могут быть полезны для восстановления разрушенной войной экономики региона. По итогам Парижского мирного договора острова в 1947 году были окончательно переданы Италией Греции.

## Административное деление
«Санджаки» до 1876 года:
1. Санджак Бига («Паша-санджак»)
2. Санджак Родос
3. Санджак Митилини
4. Санджак Хиос
5. Санджак Лемнос
6. Санджак Кипр